# Polis (Band)
Polis ist eine 2010 gegründete Band aus Plauen. Ihre in deutscher Sprache gesungenen Stücke bewegen sich im Spektrum zwischen Progressive Rock, Artrock und Hard Rock mit Anklängen an die Tradition der progressiven Rockmusik der DDR und des westdeutschen Krautrocks.

## Geschichte
Polis wurde 2010 in Plauen im Vogtland gegründet. Ein Jahr später erschien ihr erstes, Eins betiteltes, Album. Es wurde bereits mit dem Schlagzeuger Sascha Bormann eingespielt, der Cornelius Grünert ablöste. Das zweite Album Sein wurde 2014 veröffentlicht. Von 2016 an baute sich die Band ihr Studio in einem Vorort von Plauen auf, das sie Weltklang nannten. Dort nahmen sie ihr gleichnamiges Album auf, das in den von Peter Gabriel gegründeten Real World Studios abgemischt wurde. Im Frühjahr 2020 wurde es bei Progressive Promotion Records veröffentlicht. Ende 2023 erschien Unterwegs, das erste Live-Album der Band.
Polis nahm an mehreren Festivals teil, unter anderem 2019 und 2020 bei den Artrock Festivals VII und VIII in Reichenbach im Vogtland und 2019 am Burg-Herzberg-Festival.

## Stil
Polis stehen in der Tradition der progressiven Rockmusik wie auch des Hard Rock, „Retro-Heavy Rock trifft Prog Rock“ Rezensenten heben auch die „Tradition sogenannter Ostrock-Bands aus den 70er und 80er Jahren“ bzw. eine „Affinität zum Krautrock und vor allem zum ostdeutschen Artrock“ hervor. Eine engere bewusste Anlehnung wird jedoch vom Sänger Christian Roscher verneint, „In der Mehrheit sind wir jedoch nicht Ostrock geprägt“. Die Band bevorzugt analoge Instrumente, typisch ist der Einsatz von Hammond-Orgel und Moog-Minimoog-Synthesizer.
Die Texte werden ausschließlich auf Deutsch verfasst. Die deutschen Texte sind laut Sänger Christian Roscher „der Ankerpunkt unserer Songs“. Die Lyrik enthält nach einer Rezension von Deutschlandfunk Kultur von „Naturalismus und Existenzialismus durchdrungene Texte voller Poesie.“

## Rezeption
Zum Album Sein:

„Musik wie aus der Zeit gefallen – mit Texten voller Poesie [...] Anregungen für ihren eigenständigen Sound holen sie sich aus Krautrock, den großen Rock-Alben der 1970er und des Ostrock bis hin zur spätromantischen Klassik. Dazu singen sie vom Naturalismus und Existenzialismus durchdrungene Texte voller Poesie.“

Zum Album Weltklang:

In einer Rezension auf streetclip.de erhielt das Album die Höchstnote mit 10 von 10 Punkten.

„Kurz und knapp, ´Weltklang´ ist das beste deutschsprachige Artock-Album der letzten Jahre. [...]POLIS sind in der heutigen Zeit einmalig und behaupten sich mit ´Weltklang´ mühelos in der Nachbarschaft zu vielen Klassikern der Art- und Krautrockgeschichte.“

„Um es gleich vorweg zu nehmen, mit dem neuen Album haben die fünf Musiker ein Meisterwerk geschaffen. Es strotzt vor musikalischer Raffinesse und Vielfalt, sowohl in der Musik als auch bei den Texten.“

## Diskografie
- 2011: Eins (Album, Selbstverlag)
- 2014: Sein (Album, Selbstverlag)
- 2020: Weltklang (Album, Progressive Promotion)
- 2023: Unterwegs (Album, Progressive Promotion)